# 羽州街道

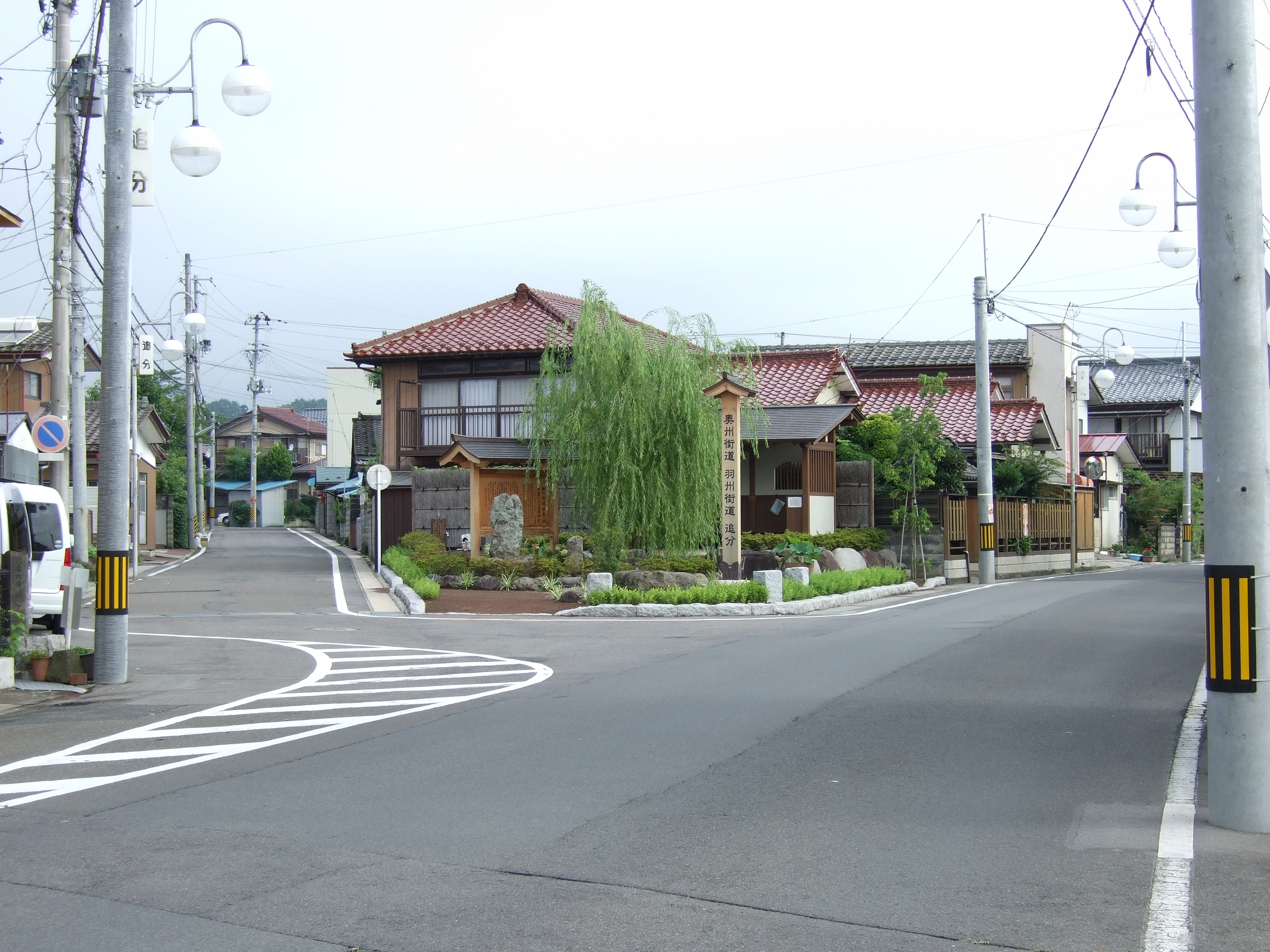
起点となる桑折追分。左が羽州街道、手前と右が奥州街道

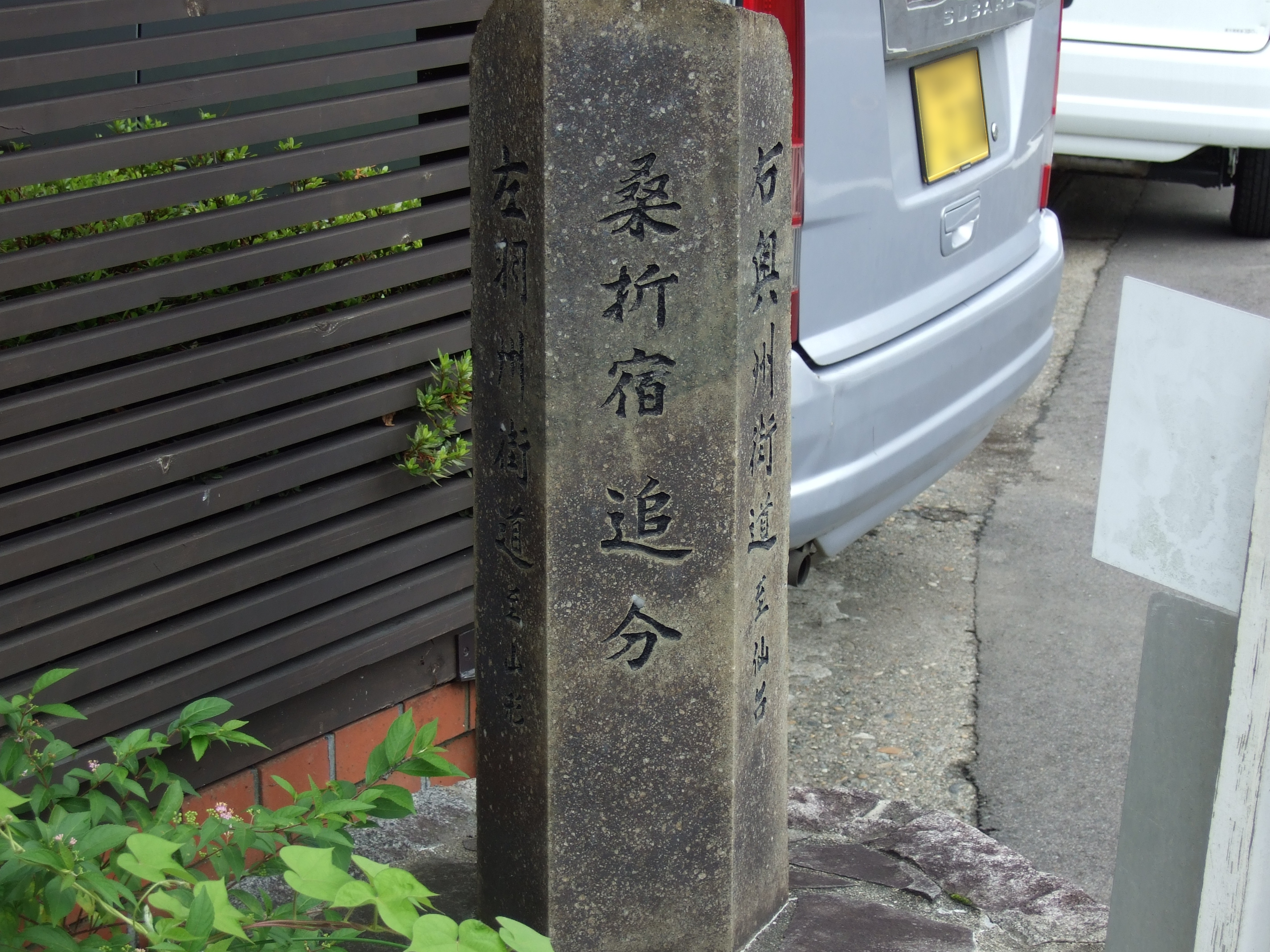
追分標柱

羽州街道（うしゅうかいどう）は江戸時代に整備された脇往還の1つである。
奥州街道から陸奥国の桑折宿（福島県伊達郡桑折町）で分かれ、小坂峠や奥羽山脈の金山峠を越えて出羽国（羽州、山形県・秋田県）に入る。ここから出羽国を縦断し、矢立峠を越えて再び陸奥国に入って、油川宿（青森県青森市）で奥州街道に合流する。現在の国道113号・国道13号・国道7号などに相当する。途中、六郷宿から綴子宿にかけて、久保田を経由する下街道と角館・阿仁を経由する上街道（阿仁街道、大覚野街道）に分岐しており、下街道がより重要とされていた。

## 概要
出羽国の11藩（上山藩、山形藩、天童藩、長瀞藩、新庄藩、庄内藩、出羽松山藩、矢島藩、本荘藩、亀田藩、久保田藩）、陸奥国の2藩（黒石藩、弘前藩）が参勤交代の際に羽州街道を通行した。出羽各藩のうち米沢藩だけは羽州街道を通行せず、板谷街道（米沢街道）を利用した。弘前藩は江戸時代初め頃、能代から津軽西海岸、鰺ヶ沢を経由する道筋を通っていたが、4代藩主津軽信政の頃からは矢立峠を経由する道を使うようになった（盛岡藩との遺恨を参照）。
他の多くの街道と同様、江戸時代には統一された名称は無く、地域や進行方向によって「小坂通り」「最上道」「秋田道」「下筋街道」「碇ヶ関街道」など様々な呼び方をされていた。また、久保田藩主の佐竹氏が特に整備に注力した事から、「佐竹道」と称した地域もあった。
ほかの呼称としては、現在の宮城県内の区間が「山中通小坂越」「山中七ヶ宿街道」「七ヶ宿街道」と呼ばれた。福島藩から小坂峠を越えて仙台藩に入ると最初にある宿場町・上戸沢宿の辺りは仙台平と呼ばれ、現在は白石市小原字仙台平として地名が残る。
1881年（明治14年）、萬世大路の開通により、羽州街道のうち上山までの区間は栗子山隧道経由の経路に変更され、起点も桑折ではなく福島になった。その他各所も順次改修され、1885年（明治18年）に当時の国道39号（山形まで）、国道40号（秋田まで）、国道41号（青森まで）に指定された。

## 宿場
本宿58駅（62駅という説もある）。宿場の名が地名に残っている場合、市町村名以下も記載する。

### 福島県内
- 桑折宿（伊達郡桑折町） - 奥州街道追分
- 小坂宿（伊達郡国見町小坂）

### 宮城県内
- 上戸沢宿（白石市小原上戸沢） - 仙台平にある
- 下戸沢宿（白石市小原下戸沢）
- 渡瀬宿（刈田郡七ヶ宿町） - 七ヶ宿ダム建設により水没
- 関宿（刈田郡七ヶ宿町関）
- 滑津宿（刈田郡七ヶ宿町滑津）
- 峠田宿（刈田郡七ヶ宿町峠田）
- 湯原宿（刈田郡七ヶ宿町湯原）
- 〈間宿〉干蒲宿（刈田郡七ヶ宿町干蒲）

### 山形県内
- 〈間宿〉金山宿（上山市金山）
- 楢下宿（上山市楢下）
- 上山宿（上山市）
- 〈間宿〉黒沢宿（山形市黒沢）
- 松原宿（山形市松原）
- 山形宿（山形市）
- 天童宿（天童市） - 土生田宿までを村山六ヶ宿と称する
- 〈間宿〉六田宿（東根市六田）
- 〈間宿〉宮崎宿（東根市宮崎）
- 楯岡宿（村山市楯岡）
- 〈間宿〉本飯田宿（村山市本飯田） - 土生田宿との合宿（21日から月末まで担当）
- 〈間宿〉土生田宿（村山市土生田） - 本飯田宿との合宿（月初から20日まで担当）
- 尾花沢宿（尾花沢市）
- 名木沢宿（尾花沢市名木沢）
- 舟形宿（最上郡舟形町）
- 新庄宿（新庄市）
- 金山宿（最上郡金山町）
- 〈間宿〉中田宿（最上郡金山町中田下中田）
- 及位宿（最上郡真室川町及位旧及位）

### 秋田県内
- 下院内宿（湯沢市下院内）
- 横堀宿（湯沢市横堀）
- 湯沢宿（湯沢市）
- 岩崎宿（湯沢市岩崎） - 沼館街道追分
- 横手宿（横手市）
- 金沢宿（横手市金沢本町、一部仙北郡美郷町金沢）
- 六郷宿（仙北郡美郷町六郷） - 上街道分岐
- 大曲宿（大仙市大曲） - 花館宿との合宿（半月交替）、沼館街道追分
- 花館宿（大仙市花館） - 大曲宿との合宿（半月交替）
- 神宮寺宿（大仙市神宮寺） - 北楢岡宿との合宿（上半月担当）
- 北楢岡宿（大仙市北楢岡） - 神宮寺宿との合宿（下半月担当）
- 刈和野宿（大仙市刈和野）
- 上淀川宿（大仙市協和上淀川）
- 境宿（大仙市協和境）
- 和田宿（秋田市河辺和田） - 豊島宿との合宿（半月交替）
- 豊島宿（秋田市河辺戸島） - 和田宿との合宿（半月交替）
- 久保田宿（秋田市）
- 土崎湊宿（秋田市土崎港）
- 大久保宿（潟上市昭和大久保） - 下虻川宿との合宿（半月交替）
- 下虻川宿（潟上市飯田川下虻川） - 大久保宿との合宿（半月交替）
- 大川宿（南秋田郡五城目町大川大川） - 一日市宿との合宿（半月交替）
- 一日市宿（南秋田郡八郎潟町一日市） - 大川宿との合宿（半月交替）
- 鹿渡宿（山本郡三種町鹿渡）
- 森岡宿（山本郡三種町森岳） - 豊岡宿との合宿（半月交替）
- 豊岡宿（山本郡三種町豊岡金田） - 森岡宿との合宿（半月交替）
- 檜山宿（能代市檜山）
- 鶴形宿（能代市鶴形）
- 飛根宿（能代市二ツ井町飛根）
- 荷上場宿（能代市二ツ井町荷上場）
- 小繋宿（能代市二ツ井町小繋）
- 今泉宿（北秋田市今泉）
- 前山宿（北秋田市前山）
- 坊沢宿（北秋田市坊沢）
- 綴子宿（北秋田市綴子） - 上街道合流
- 川口宿（大館市川口） - 鹿角街道合流
- 大館宿（大館市）
- 釈迦内宿（大館市釈迦内）
- 白沢宿（大館市白沢）

### 青森県内
- 碇ヶ関宿（平川市碇ヶ関）
- 大鰐宿（南津軽郡大鰐町）
- 弘前宿（弘前市）
- 藤崎宿（南津軽郡藤崎町）
- 浪岡宿（青森市浪岡）
- 新城宿（青森市新城）
- 油川宿（青森市油川） - 松前道合流

## 関所

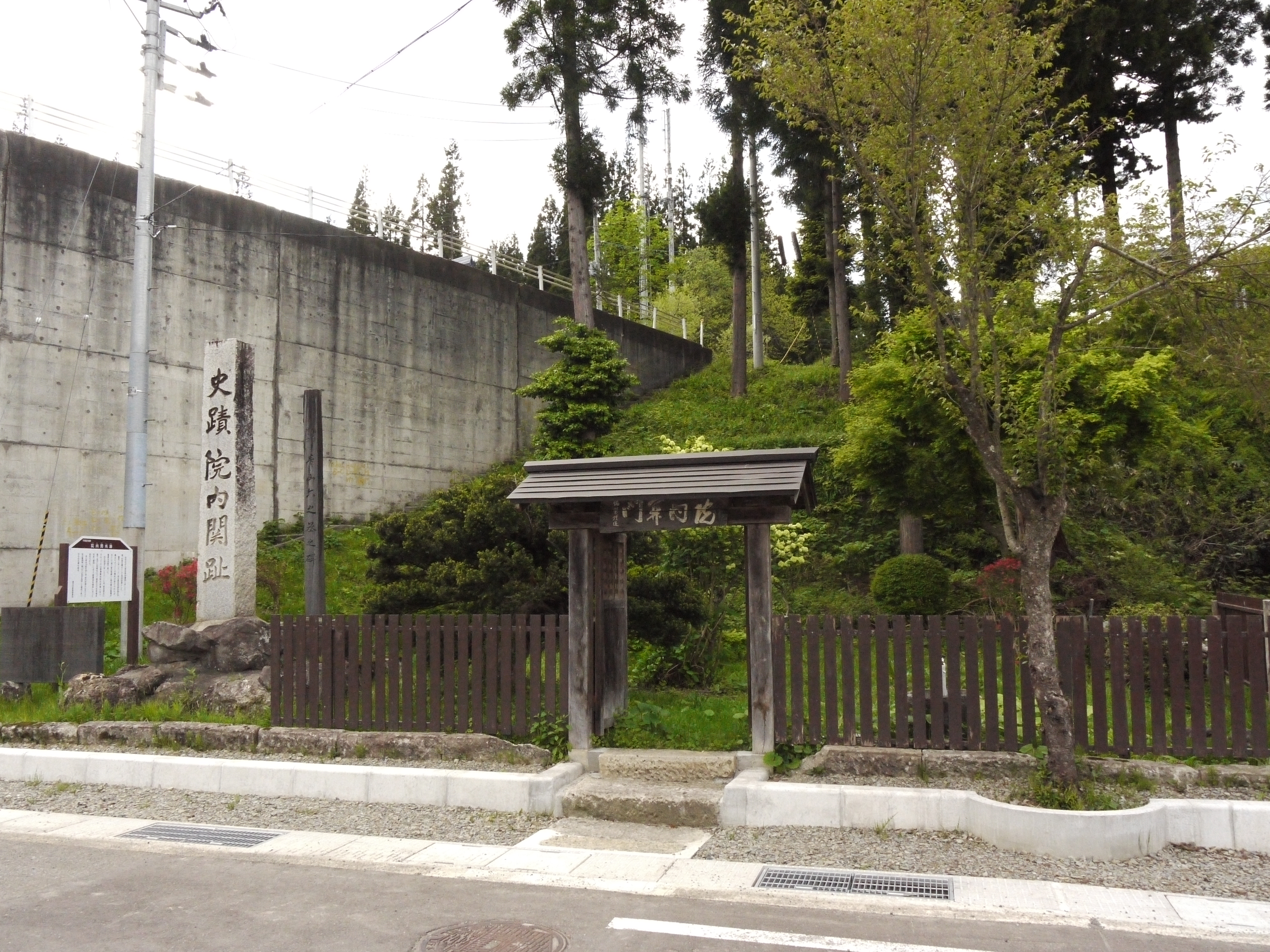
院内関跡（2012年5月）

- 戸沢関
- 及位関
- 院内関
- 碇ヶ関

## 峠
- 小坂峠 - 小坂・上戸沢間
- 金山峠 - 干蒲・金山間
- 花立峠 - 上山・黒沢間
- 猿羽根峠 - 名木沢・舟形間
- 上台峠 - 新庄・金山間
- 森合峠 - 金山・中田間
- 主寝坂峠 - 中田・及位間
- 院内峠 - 及位・院内間
- 善知鳥坂、二丁坂 - 境・和田間
- 諸見峠（諸見坂、物見坂） - 鶴形・飛根間
- 烏峠 - 飛根・荷上場間
- 郭公坂、馬上坂、畜生坂 - 荷上場・小繋間
- 薬師峠 - 小繋・綴子間
- 矢立峠 - 白沢・碇ヶ関間
- 山ノ神峠 - 大鰐・弘前間
- 大釈迦峠（津軽坂、鶴賀坂） - 浪岡・新城間

### 上街道
- 草峠
- 大覚野峠

## 松並木
藩政期の羽州街道を描いた江戸後期の「秋田街道絵巻」（秋田県指定有形文化財）には松並木の風景が描かれている。秋田市八橋大道東のクロマツ「油田（あぶらでん）の一本松」もその一本とされ、1984年に秋田市から保存樹に指定されていた。しかし、油田の一本松は2017年に葉の変色が確認され、2020年7月に枯死しているとの診断を受けて同年9月に保存樹の指定が解除された。2021年8月21日に油田の一本松は伐採された。

## 史跡指定
羽州街道の楢下宿（ならげしゅく、山形県上山市大字楢下小）および金山越（かなやまごえ、山形県上山市大字金山）は、1997年（平成9年）9月11日、国の史跡に指定されている。

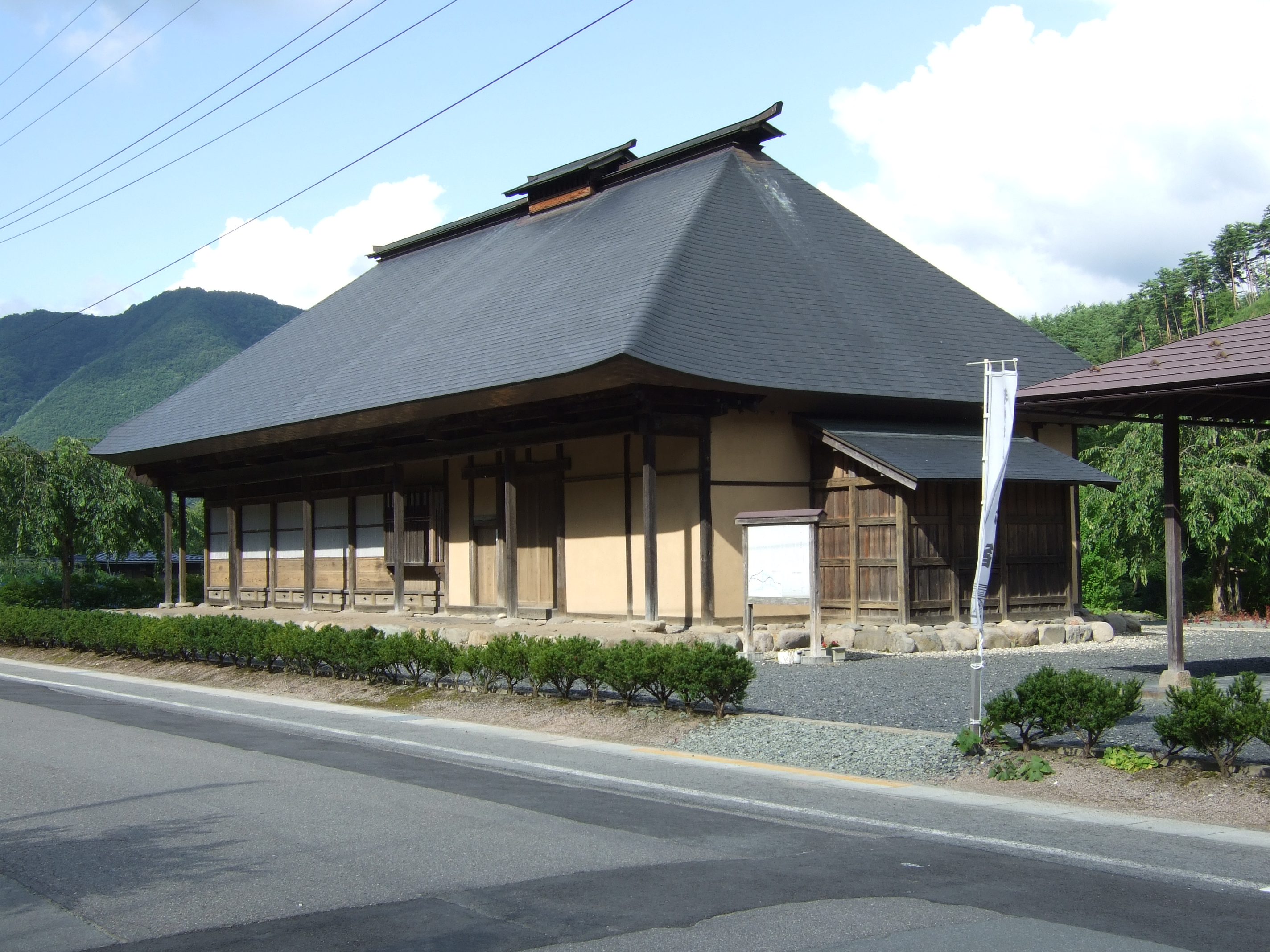
脇本陣滝沢屋
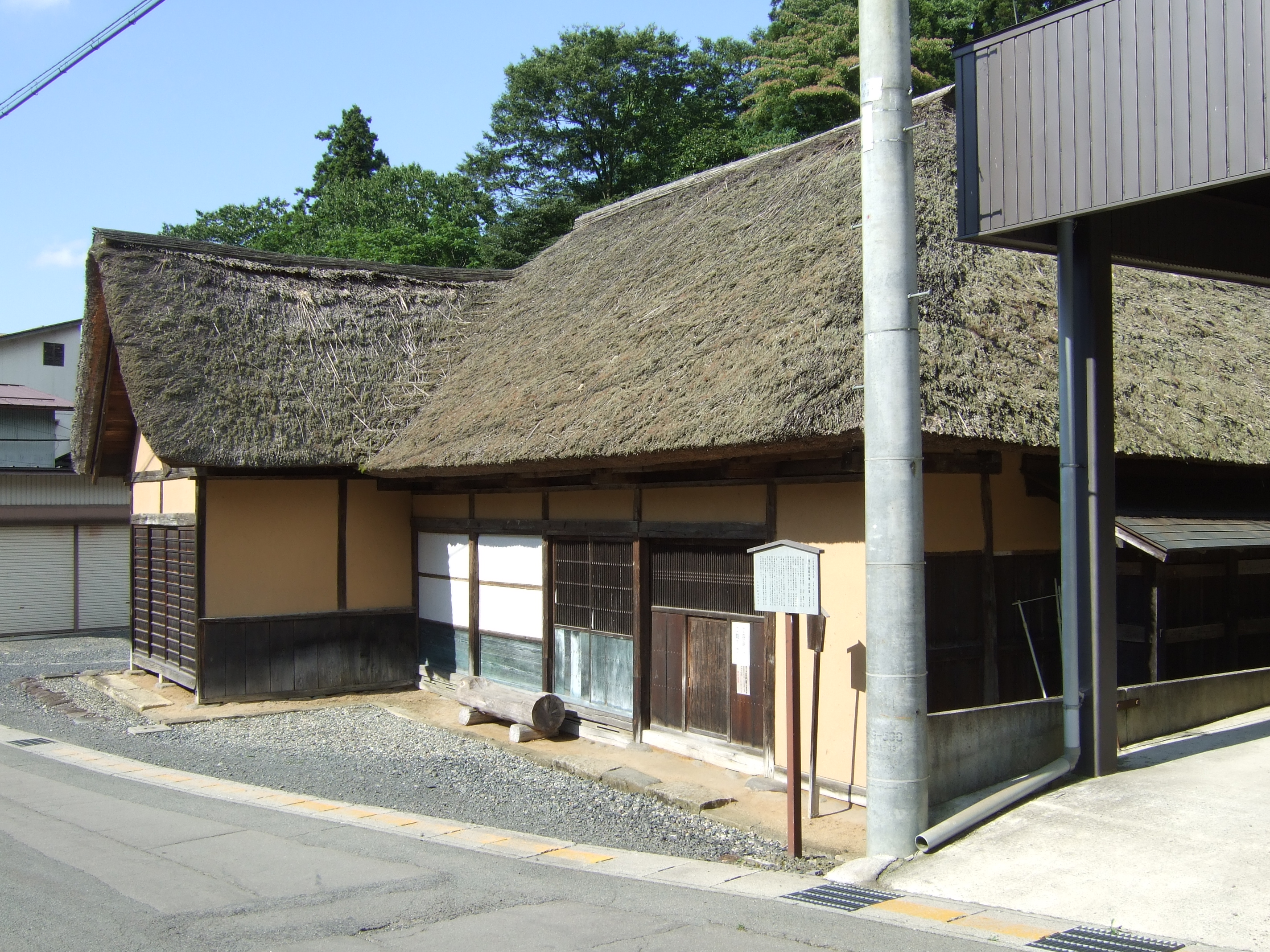
脇本陣庄内屋
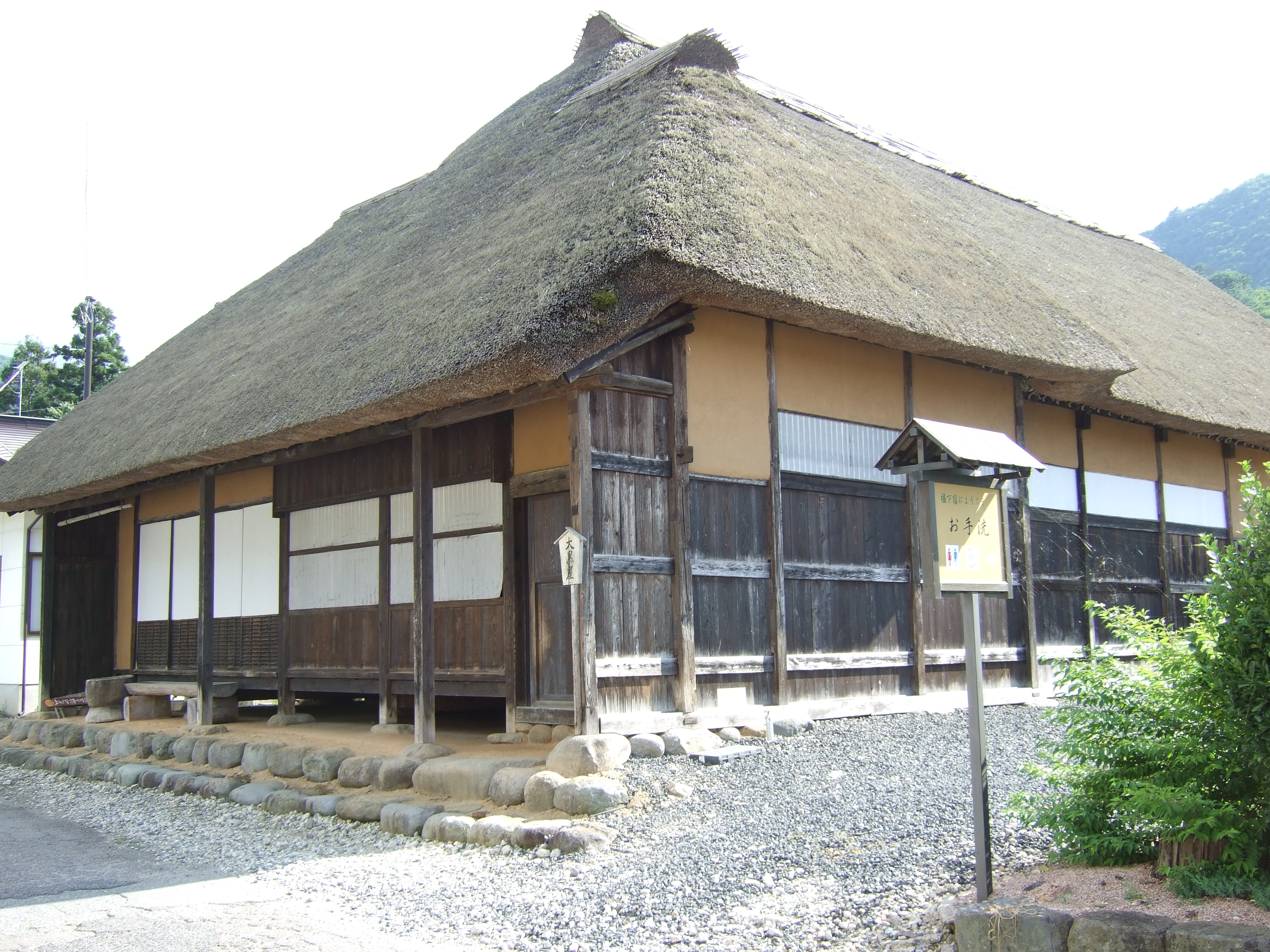
旅籠大黒屋
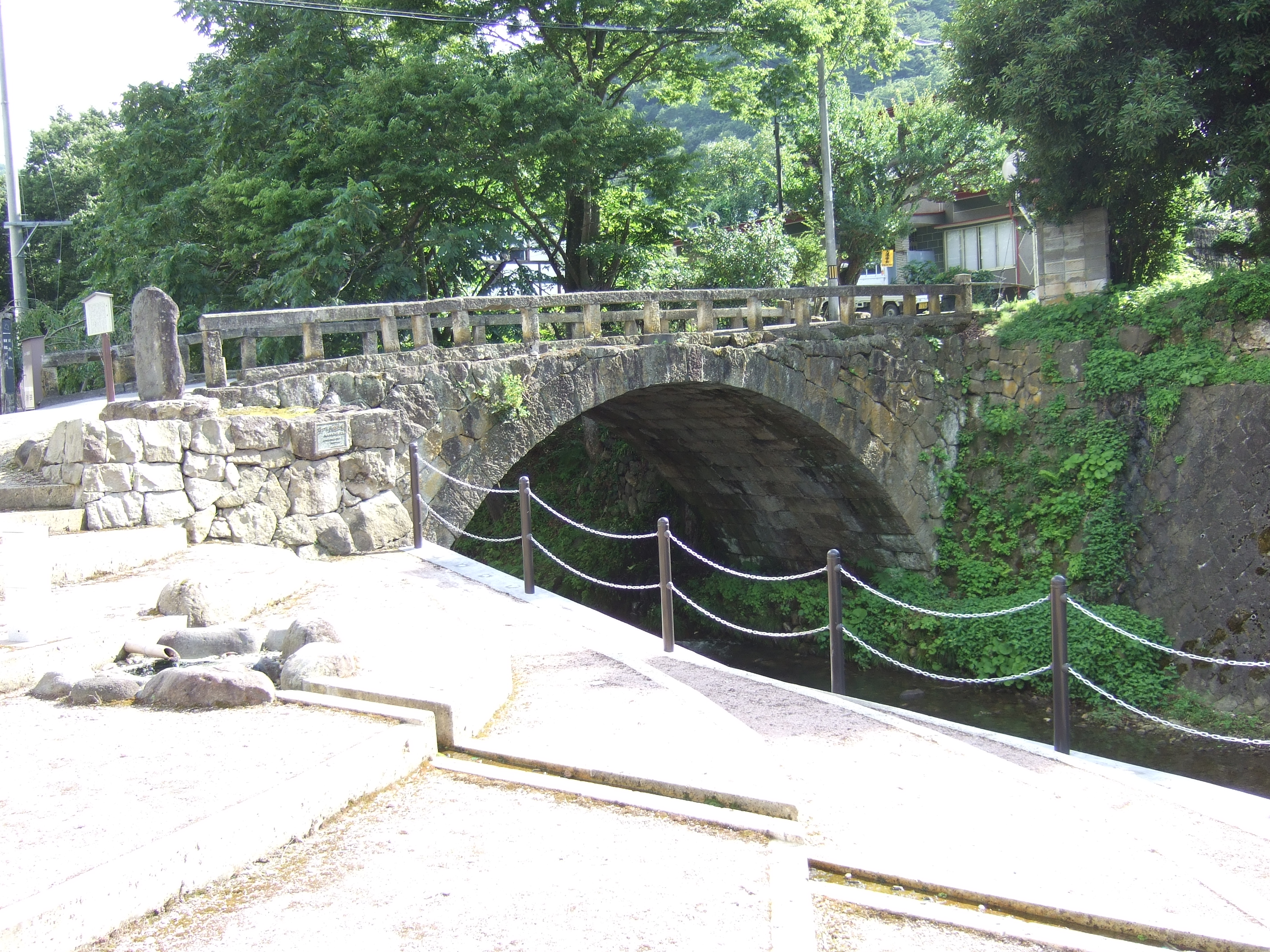
新橋

## 別経路
米沢藩は羽州街道を使わず、ほぼ現在の奥羽本線に沿い板谷峠を越えて福島市に出る経路をとっていた。この経路は米沢街道と呼ばれ、米沢から江戸に到るにはより近道であるが、羽州街道を使用しなかった理由を仙台藩との折り合いの悪さに求める説もある。
享保16年（1731年）の地震で小原の材木岩（下戸沢宿・渡良瀬宿間）が崩落した際、出羽各藩は一時期奥州街道の宮宿（宮城県刈田郡蔵王町）から分岐し笹谷峠を越え山形宿に至る経路を利用したことがある（笹谷越え出羽街道）。

## 参考資料
- 秋田県教育委員会『秋田県文化財調査報告書』第132集（歴史の道調査報告VI 北部羽州街道）、1985年。
- 秋田県教育委員会『秋田県文化財調査報告書』第141集 （歴史の道調査報告VIII 南部羽州街道）、1986年。
- 北見俊夫『旅と交通の民俗』（民俗民芸双書）、岩崎美術社、1970年。
- 藤原優太郎『羽州街道をゆく』、無明舎出版、2002年 ISBN 4-89544-320-5。
- 佐藤晃之輔『秋田・羽州街道の一里塚』、秋田文化出版、2013年 ISBN 978-4-87022-552-7。